# إيكيرو
إيكيرو (生きる ، وتعني: «يَعِيش») (بالإنجليزية: Ikiru) هو فيلم دراما ياباني من إخراج أكيرا كوروساوا الذي شارك في الكتابة أيضًا، ومن بطولة تاكاشي شيمورا. ويتناول الفيلم معاناة بيروقراطي من طوكيو مصاب بمرض عُضَال وسَعْيَه في رحلته الأخيرة للبحث عن معنى لحياته. وقد اسْتُوحِي سيناريو الفيلم بشكل جزئي من رواية ليو تولستوي القصيرة الصادرة سنة 1886م بعنوان موت إيفان إيليتش.
وطَرَح الفيلم مجموعة من المَحَاوِر الأساسية التي أَصْبَحَتْ مَوْضِعًا لتحليل ونِقَاش الأكادميين والنُّقَّاد والتي تَضَمَّنَتْ إدراك الإنسان كيف يعيش، وانعدام كفاءة البيروقراطية والأنظمة القائمة عليها، وتَدَهْوُر الحياة العائلية في اليابان. وحَصَل الفيلم على إشادة واسعة النطاق من النقاد، وفي اليابان حَصَلَ على جَائِزَتَيْ أفضل فيلم، إحداهما من مجلة كينيما جونبو، والأخرى من جائزة مهرجان ماينيتشي السينمائي. وأُعِيد إنتاجه كفيلم تلفازي صدر سنة 2007م.

## القصة
شَغَل كانجي واتانابي المَنْصِب البيروقراطي الرّتيب والممل نفسه لمدة 30 عامًا وهو الآن على مَشَارِف التقاعد. زوجته متوفية ولديه ابن متزوج يعيش معه في ذات المنزل، ويبدو أن الابن مهتم بشكل رئيس براتب التقاعد الخاص بواتانابي والميراث الذي سينتقل إليه بعد وفاة والده. في عمله، يُمَثِّل واتانابي أحد الأطراف المُسَاهِمَة في التَّقَاعُس البيروقراطي المستمر في عرقلة شؤون المُتَعَامِلِين، ففي إحدى الحالات، يظهر لدينا مجموعة من الأهالي الذين يُطَالِبُون بإزالة بِرْكَة المجارير التي تؤذي حَيَّهُم واستبدالها بساحة لَعِب، ولكنهم كلما ذهبوا إلى هيئة رسمية يجري تحويلهم إلى هيئة أخرى على نحو يبدو أنه لا ينتهي. وبعدما عَلِم أنه مصاب بسرطان المعدة وأن أمامه أقل من سنة واحدة قبل أن يموت، يُحَاوِل واتانابي يَتَأقْلَم مع موته القريب. فقرر أن يُخْبِر ابنه بشأن مَرَضه، ولكنه يتراجع عن ذلك حينما يرى أن ابنه لا يُولِيه أي اهتمام. ثم يحاول بعدها أن يَلْجَأ إلى مَلَذَّات الحياة الليلية في طوكيو، حيث أن ذلك ما أشاره عليه كاتِب غريب الأطوار التقاه تَوًّا. في النادي الليلي، يَطْلُب واتانابي من لاعب البيانو أن يعزف له أغنية، ويُغَنِّي واتانابي مع تلك الموسيقى أغنية «غوندولا نو أوتا» بحزن كبير. وقد وَقَع غناؤه مَوْقعًا عظيمًا في نَفْس كل من شاهده. وبعد ليلة واحدة من الانغماس في الحياة الليلية، أدرك أن ذلك ليس هو الحل.
في اليوم التالي، يُصَادِف واتانابي شابَّة يافعة تعمل تحت إدارته اسمها تويو التي كانت بدورها بحاجة إلى توقيعه على استقالتها من الوظيفة. ويَجِد واتانابي أنه يشعر بالراحة حينما يراقب حُبَّهَا المُفْرِح للحياة وحماسها ويحاول أن يقضي معها أكبر وقت ممكن. لاحقًا، تُسَاوِرُهَا الشكوك حول نواياه وتَضْجَر منه كذلك. وبعد إقناعها في الخروج معه للمرة الأخيرة، يَبُوح لها عمَّا في صدره ويسألها عن سر حبها للحياة. فَتُجِيبُه أنها لا تعلم، إلا أنها وَجَدَت سعادتها في وظيفتها الجديدة التي تُعْنَى بصناعة الألعاب، وتقول أن هذا العمل يجعلها تشعر وكأنها تَلْعَب مع جميع أطفال اليابان. تؤثر كلماتها في واتانابي، ويدرك أن الأوان لم يَفُتْ بعد للقيام بشيء ذي أهمية. ويُرِيد القيام بشيء مثل تويو، ولكنه يَحَار فيما يستطيع فعله ضمن النظام البيروقراطي في المدينة حتى يتذكر الأهالي الذين كانوا يُطَالِبُون بتشييد ساحة لَعِب. ويُفَاجِيء الجميع بعودته إلى العمل بعد غياب طويل، ويبدأ بالعمل والضغط على الهيئات الرسمية لبناء الملعب بالرغم من المَخَاوِف بأن تُلَاحِقَه تُهَم بالتَّعَدِّي على السلطات والصلاحيات التابعة لهيئات أخرى لا ينتمي إليها.
يموت واتانابي، وفي جنازته، يجتمع زملاؤه السابقون في العمل، ذلك بعد افتتاح ساحة اللَّعِب، ويحاولون معرفة سبب التغير الجذري في سلوكه، حيث أنه قد أَبْهَرَهُم بتَحَوُّلَه من بيروقراطي خالي المشاعر إلى مُدَافِع شَغُوف عن مصالح الناس. وبينما يحتسي زملاء العمل الشراب، يُدْرِكُون بشكل بطيء أن واتانابي كان على عِلْم أنه سيموت، حتى بالرغم من إنكار ابنه لذلك، حيث أنه لم يكن على دِرَايَة بظروف والده وحالته. وسَمِعُوا أيضًا من أحد الشهود، أنه في اللحظات الأخيرة من حياة واتانابي، جَلَس على أرجوحة داخل ساحة اللعب التي بَنَاهَا، وبينما تساقط الثلج غَنَّى أغنية «غوندولا نو أوتا». وأَقْسَم البيروقراطيون زملاء واتانابي على أن يعيشوا حياتهم بنفس التَّفَانِي والشَّغَف اللَّذَيْن كان عَلَيْهِمَا. ولكن عند عودتهم إلى العمل، مَنَعَهُم الخواف من العمل استنادًا إلى تلك العقيدة الجديدة.

## طاقم التمثيل
- تاكاشي شيمورا بدور كانجي واتانابي (渡邊 勘治، واتانابي كانجي)
- شينيتشي هيموري بدور كيمورا (木村)
- هارو تاناكا بدور ساكاي (坂井)
- مينورو تشياكي بدور نوغوتشي (野口)
- ميكي أوداغيري بدور تويو أوداغيري (小田切 とよ، أوداغيري تويو)
- بوكوزين هيداري بدور أوهارا (小田切 とよ)
- مينوسوكي يامادا بدور الموظف سايتو (齋藤)
- كاماتاري فوجيوارا بدور رئيس القِسْم الفرعي أونو (大野)
- ماكوتو كوبوري بدور كيتشي واتانابي (渡邊 喜一، واتانابي كاتشي)، أخو كانجي.
- نوبو كانيكو بدور ميتسو واتانابي (渡邊 光男، واتانابي ميتسو)، ابن كانجي.
- نوبو ناكامورا بدور نائب رئيس البلدية.
- أتسوشي واتانابي بدور مريض في المستشفى.
- إيزاو كيمورا بدور طبيب تحت التدريب.
- ماساو شيميزو بدور الطبيب.
- يونوسوكي إيتو بدور كاتِب الروايات.
- كيوكو سيكي بدور كازو واتانابي (渡邊 一枝، واتانابي كازو) زوجة ابن كانجي.
- كوميكو أورابي بدور تاتسو واتانابي (渡邊 たつ، واتانابي تاتسو) زوجة كيتشي.
- نوريكو هونما بدور رَبَّة منزل.
- سيجي مياغوتشي بدور رئيس الياكوزا.
- دايسوكي كاتو بدور أحد أعضاء الياكوزا.

## المَحَاوِر المطروحة

### العَيْش
يمثل الموت موضوعًا رئيسًا في الفيلم، وهو المحرك الأساسي لرحلة واتانابي في البحث عن معنى الحياة. في باديء الأمر يَتَوَجَّه واتانابي إلى النوادي الليلية والنساء ليعيش حياته بأكبر مقدار ممكن، ولكن ينتهي به الأمر بغناء الأغنية الشعبية اليابانية «غوندولا نو أوتا» التي تعود لعام 1915م وَسْط النادي الليلي في مشهد يَصِف شعوره بالخسارة. وكتب البروفيسور أليكسندر سيسونسكي (Alexander Sesonske) أن واتانابي في مشهد النادي الليلي قد أدرك أن «اللَّذَّة ليست هي الحياة»، وأن وجود مغزى للحياة هو ما سيعطيه السعادة، وكانت أغنية «عيد ميلاد سعيد» التي جاءت في مشهد آخر بعد ذلك تَرْمِز إلى ولادته من جديد بِمَنْظُور وأفكار مختلفة. ولأن تويو كانت فتاة يافعة، فقد امتلكت الرؤية الأفضل لكيفية عَيْش الحياة، وجرى تقديم تويو في قالب «المُنْقِذ غير المتوقع» في رحلة خَلَاص واتانابي.
وكتب المؤلف دونالد ريتشي أن عنوان الفيلم -الذي يعني ببساطة: «يَعِيش»- من الممكن أن يُوحِي للمشاهد بأن «التواجد في الحياة كافٍ لوحده»، ولكن واتانابي يكتشف أن الحياة مؤلمة وهذا ما كان مصدر إلهامه بأن يَحْرِص على أن لا تَذْهَب تلك الحياة سُدَى. وكان التغيير في مسار حياة واتانابي -المُتَمَثِّل في الحديقة التي بَنَاها- هو الذي أَرْشَدَه ليعرف كيف «يَعِيش». وفي النهاية، يُغَنِّي واتانابي أغنية «غوندولا نو أوتا» مرة أخرى، ولكنه يغنيها هذه المرة بالكثير من الرِّضَا والتسليم.

### البيروقراطية
يُمَثِّل إيكيرو أيضًا «إدانةً للبيروقراطية اليابانية». في فترة ما بعد الحرب العالمية الثانية، كان يُتَوَقَّع من الموظف الياباني العمل بشكل يمكن التنبُّؤ به مُسْتَنِدًا إلى قواعد المنظمة التي يعمل بها. وفي المشهد الذي تذهب فيه الأمهات للمكتب لأول مرة لطلب بناء ساحة لعب في حَيِّهم يظهر «عدم اكتراث» البيروقراطيين الذين يُرْسِلُون المُتَعَامِلِين في «سلسلة هزلية» من الإجراءات الحكومية بدون أن يعلموا مطلبهم حتى، وكذلك نستطيع أن نلاحظ أن الفيلم يشير إلى كل الأعمال الورقية التي ينشغل بها البيرقراطيون بأنها «عَمَل لا معنى له». وبالرغم من ذلك، يستخدم واتانابي البيروقراطية في بناء إرْثِه وبلوغ غايته في بناء ساحة اللعب، ولم يتضايق عندما نَسِي البيروقراطيون بسرعة أنه هو صاحب الفضل في بناء تلك الساحة.
صُوِّرَت العناية الصحية في اليابان داخل الفيلم بأنها تسودها البيرقراطية المفرطة أيضًا، ويظهر ذلك جليًّا عندما يزور واتانابي إحدى العيادات في مشهد «يضع الإصبع على الجرح». ويظهر الطبيب كأنه يحاول انتحال سلطة الأب بالنسبة للمريض، ولم يَقِف واتانابي في وجه تلك السلطة.

### الحياة العائلية
كتب المؤلف تيموثي إيليس (Tim Iles) أن إيكيرو يُقَدِّم نظرة سلبية فيما يتعلق بحالة الحياة العائلية في اليابان، وهو يشترك بذلك مع فيلم قصة طوكيو الصادر سنة 1953م للمخرج ياسوجيرو أوزو. ففي إيكيرو، يعيش واتانابي مع ابنه لسنوات كثيرة، ولكنهما لا يمتلكان أية روابط حقيقية. وينظر الابن -الذي يُسَمَّى ميتسو- إلى واتانابي على أنه مصدر إزعاج، ولا يعتبره سوى عائقًا يقف في وجه حصوله على المال الذي سينتقل إليه بعد موت واتانابي بناءًا على وَصِيَّتِه. وفي ذلك يتمثل لدينا تقصير الأبناء في احترام أهاليهم.
قد يكون الانتقال من الريف إلى المدينة سببًا في تلك التغيرات السلبية التي طالت المجتمع الياباني، بالإضافة إلى أن الفيلم يُظْهِر أن انشغال واتانابي في العمل هو أيضًا سبب في سُوء علاقته مع ابنه ميتسو، وكذلك الأمر عندما لم يكن متواجدًا خلال خضوع ميتسو للعلاج الطبي حينما كان صبيًّا في العاشرة. وهذا يتناسب مع نمط متكرر في أفلام كوروساوا للأبناء الذين يَتَصَرَّفُون بِقَسَاوَة شديدة مع آباءهم.

## الإنتاج
يُمَثِّل الفيلم أول تعاون بين المخرج أكيرا كوروساوا وكاتب السيناريو هِيدِيُو أوغوني. استنادًا إلى أوغوني، انطلقت نشأة الفيلم من رغبة كوروساوا في صناعة فيلم يتحدث عن رجل يعلم أنه سيموت ولكنه يبحث عن هدف يعيش لأجله آخر أيام حياته. كان أوغوني كاتب سيناريو ذو خبرة وعُرِض عليه 500,000¥، بينما عُرِض على الكاتب المساعد شينوبو هاشيموتو 150,000¥. في باديء الأمر، قال كوروساوا لهاشيموتو أن الحبكة تتمحور في أن بطل القصة سيموت في غضون 75 يومًا، وأن مهنة البطل كانت أقل أهمية، وقال المخرج أنه لو كان مُجْرِمًا أو مُشَرَّدًا أو وزيرًا فإن ذلك سيكون مقبولًا.
استعان الكُتَّاب برواية ليو تولستوي القصيرة التي تحمل اسم موت إيفان إيليتش لاستلهام أحداث السيناريو، وارتأى أوغوني أن يضع موت واتانابي في منتصف الفيلم. وأمر كوروساوا الكُتَّاب بوضع المشهد الذي يجلس فيه واتانابي على الأرجوحة بالإضافة إلى إعطاءهم الكلمات الأولى من الأغنية الشعبية اليابانية «غوندولا نو أوتا» وأن واتانابي سيغنيها في المشهد. ولأن لا أحد من الرجال كان يعرف الأغنية، استشاروا أكبر عُمَّال الاستقبال عُمْرًا لمعرفة باقي كلمات الأغنية، وعنوانها حتى.
غَيَّر كوروساوا تسمية النسخة الأولى من الفيلم من حياة كانجي واتانابي إلى إيكيرو، اعتبر هاشيموتو أنه اسم مٌبْتَذَلْ، بينما أَيَّدَه أوغوني. وانْتَهَتْ كتابة السيناريو في 5 فبراير 1952م.

## الإصدار
في اليابان، أَصْدَرَتْ شركة توهو الفيلم بتاريخ 9 أكتوبر 1952م. كما عُرِض الفيلم في مهرجان برلين السينمائي الرابع المُنْعَقِد سنة 1954م.
في الولايات المتحدة، عُرِض الفيلم لمدة قصيرة في كاليفورنيا سنة 1956م تحت عنوان هَالِك (بالإنجليزية: Doomed). وبدأ عرض الفيلم في مدينة نيويورك باسم إيكيرو في 29 يناير 1960م، ولكن الشركة الموزعة للفيلم وَقْتَهَا استخدَمَتْ مُلْصَقًا يُصَوِّر الراقصة التي لم تظهر في الفيلم إلا لمدة قصيرة جدًّا بدلًا من واتانابي بطل الفيلم.

## الاستقبال

### استقبال النقاد

تاكاشي شيمورا بدور كانجي واتانابي في مشهده الأيْقُونِي

لاقى الفيلم استحسان النُّقَّاد عند صدوره. كتب بوسلي كروذر في صحيفة نيويورك تايمز أنه «فيلم ساحر ومؤثر بشكل غريب حتى وصوله إلى مرحلة معينة - تلك المرحلة التي يَنْتَقِل فيها بَطَله المُسِنّ إلى العالم الآخر» حيث اعتبر أن تلك المرحلة «مُخَيِّبَة للآمال». ومدح كروذر أداء شيمورا قائلًا أنه «يرتقي بأداءه في الشاشة مع أفضل ممثلي الأفلام على كل حال»، كما أبدى إعجابه أيضًا في ميكي أوداغيري، ونوبو كانيكو، ويونوسيكو إيتو. وقد وَصَف طاقم مجلة فارايتي الفيلم بأنه حقق «إنجازًا استثنائيًّا» من خلال «الحفاظ على خط درامي من البداية للنهاية وتَجَنُّب التفاهة».
أَدْرَج روجر إيبرت الفيلم في قائمته للأفلام العظيمة التي أصدرها سنة 1996م قائلًا: «عَبْر السنوات شاهَدْتُ إيكيرو مرة كل 5 سنوات أو ما شابه، وفي كل مرة كان يُحَرِّك مشاعري، ويجعلني أفكر. وكلما تقدمتُ بالعمر، قَلَّت نظرتي إلى واتانابي بأنه رجل عجوز مثير للشفقة، ويزداد شعوري بأنه يشبه كل واحد مِنَّا». وفي قائمته للأفلام العظيمة التي أصدرها سنة 2001م، وأثناء مراجعته لفيلم الساموراي السبعة، أتى إيبرت على ذِكْر إيكيرو قائلًا بأنه «أَعْظَم أفلام كوروساوا». وفي 2008م، أَثْنَى والي هاموند من مجلة تايم آوت الفيلم قائلًا بأنه «واحد من انتصارات السينما الإنسانية». وقد وصف مايكل سراغو من مجلة ذا نيويوركر الفيلم بأنه «تحفة فنية»، وأشار إلى أن كوروساوا كان مُرْتَبطًا عادة بأفلام الأكشن. وجاء وَصْف المشهد الذي يُظْهِر واتانابي على أرجوحة في الملعب بأنه «أَيْقُونِيّ».
أَفْضَى استطلاع النقاد الذي أَجْرَتْه مجلة المشهد والصوت سنة 1972م بأن إيكيرو يأتي في المرتبة 12 في قائمة أفضل الأفلام في التاريخ. واحتل الفيلم المرتبة 212 من أصل 250 في قائمة «أفضل أفلام القَرْن» التي أَصْدَرَتْهَا صحيفة ذا فيليج فويس سنة 1999م بناءًا على استطلاع نُقَّاد قامت به. وصَنَّفَتْ مجلة إمباير الفيلم في المرتبة 459 في قائمتها لأفضل 500 فيلم في التاريخ التي صَدَرَتْ في 2008م، وفي المرتبة رقم 44 في قائمتها الصادرة عام 2010م تحت عنوان «أفضل 100 فيلم في عالم السينما». وفي 2009م، أَجْرَتْ مجلة كينيما جونبو اليابانية استفتاءًا لأعظم الأفلام اليابانية في التاريخ، واحتل إيكيرو المرتبة 13. وفي 2010م، وُضِع إيكيرو في قائمة أفضل 100 فيلم في التاريخ التي أصدرتها مجلة التايم. وفي 2012م أجْرَتْ مجلة المشهد والصوت استطلاعَيْن لأفضل 250 فيلمًا، أحدهما للنقاد والآخر للمُخْرِجِين، واحتل الفيلم المركزَيْن 127 و132 على الترتيب. وأُدْرِج الفيلم في قائمة البي بي سي لأفضل 100 فيلم غير ناطق باللغة الإنجليزية. وعلى النقيض من ذلك، وَضَعَت صحيفة ديلي تلغراف الفيلم في قائمتها الصادرة سنة 2016م لأكثر 10 أفلام مُبَالَغ في تقديرها. يمتلك الفيلم تقييمًا إيجابيًّا بنسبة 98% على موقع روتن توميتوز بناءًا على 44 مُرَاجَعَة نَقْدِيَّة، مع مُعَدِّل تقييم موزون بلغ 8.76\10، ويُجْمِع نُقَّاد الموقع على أن «إيكيرو يحتوي تَمْثِيلًا عالي الجودة وقصة إنسانية عميقة التأثير عن رجل يواجه الموت الخاص به، وهو أحد أكثر الأفلام الحَمِيمَة للمخرج الأسطوري أكيرا كوروساوا».

### الجوائز
لقد نَافَس الفيلم على جائزة الدب الذهبي في النسخة الرابعة من مهرجان برلين السينمائي الدولي عام 1954م.
| الجائزة                         | تاريخ المَرَاسِم    | الفئة                           | المُرَشَّح (أو المرشحون)                            | النتيجة | المراجع |
| ------------------------------- | ---------------- | ------------------------------- | ----------------------------------------------- | ------- | ------- |
| جوائز البافتا                   | 1960             | أفضل ممثل أجنبي                 | تاكاشي شيمورا                                   | رُشِّح     | [ 39 ]  |
| مهرجان برلين السينمائي الدولي   | 18-29 يونيو 1954 | الجائزة الخاصة لمجلس شيوخ برلين | أكيرا كوروساوا                                  | فوز     | [ 17 ]  |
| جوائز مجلة مجلة كينيما جونبو    | 1953             | أفضل فيلم                       | أكيرا كوروساوا                                  | فوز     | [ 17 ]  |
| جوائز مهرجان ماينيتشي السينمائي | 1953             | أفضل فيلم                       | أكيرا كوروساوا                                  | فوز     | [ 17 ]  |
| جوائز مهرجان ماينيتشي السينمائي | 1953             | أفضل سيناريو                    | أكيرا كوروساوا، وشينوبو هاشيموتو، وهِيدِيُو أوغوني | فوز     | [ 17 ]  |
| جوائز مهرجان ماينيتشي السينمائي | 1953             | أفضل تسجيل صوتي                 | فوميو يانوغوتشي                                 | فوز     | [ 17 ]  |
| وزارة التعليم اليابانية         | 1953             | جائزة وزير التعليم              |                                                 | فوز     | [ 17 ]  |

## الإرث
رأى كوروساوا أن مسرحية ماكبيث التي كتبها وليام شيكسبير من الممكن أن تكون حكاية تحذيرية تستكمل فيلم إيكيرو، لذلك قام بإخراج فيلم عرش الدم الصادر سنة 1957م والمَبْنِيّ على رواية شيكسبير. وقد أُصْدِرَت نسخة جديدة من إيكيرو وكانت عبارة عن فيلم تلفزيوني عُرِض للمرة الأولى على هيئة بث أساهي بتاريخ 9 سبتمبر 2007م، وذلك بعد يوم واحد من عَرْض نسخة جديدة لفيلم آخر لكوروساوا وهو جنة ونار. وشارك ممثل الكابوكي ماستسومو هاكو الابن في بطولة النسخة الجديدة من إيكيرو.
وكان الفيلم الهندي أناند الصادر سنة 1971م مُسْتَوْحَى بنسبة قليلة من فيلم إيكيرو. وفي 2003م، حاولت شركة دريم ووركس إنتاج نسخة أمريكية من الفيلم مع وجود توم هانكس في دور البطولة، وجرى الحديث مع ريتشارد برايس لكتابة السيناريو. كما وافَق جيم شيريدان على إخراج الفيلم سنة 2004م، ومع ذلك لم يَصِل الفيلم مرحلة الإنتاج.
في 2021م، بدأ تصوير نسخة بريطانية من إيكيرو بعناون مَعِيشَة، السيناريو من كتابة كازو إيشيغورو، ومن أخراج أوليفر هيرمانوس، وبطولة بيل ناي.

## روابط خارجية
- إيكيرو على موقع IMDb
- إيكيرو على موقع Rotten Tomatoes
- إيكيرو على موقع AllMovie
- إيكيرو على في قاعدة بيانات الأفلام اليابانية (باللغة اليابانية)